# Sørhjelmen
Sørhjelmen är en bergstopp i Antarktis. Den ligger i Östantarktis. Norge gör anspråk på området. Toppen på Sørhjelmen är 1 452 meter över havet.
Terrängen runt Sørhjelmen är platt åt sydväst, men åt nordost är den kuperad. Sørhjelmen är den högsta punkten i trakten. Trakten är obefolkad. Det finns inga samhällen i närheten.